# BOR-5

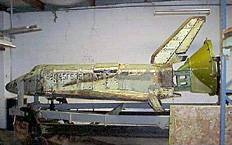
BOR-5

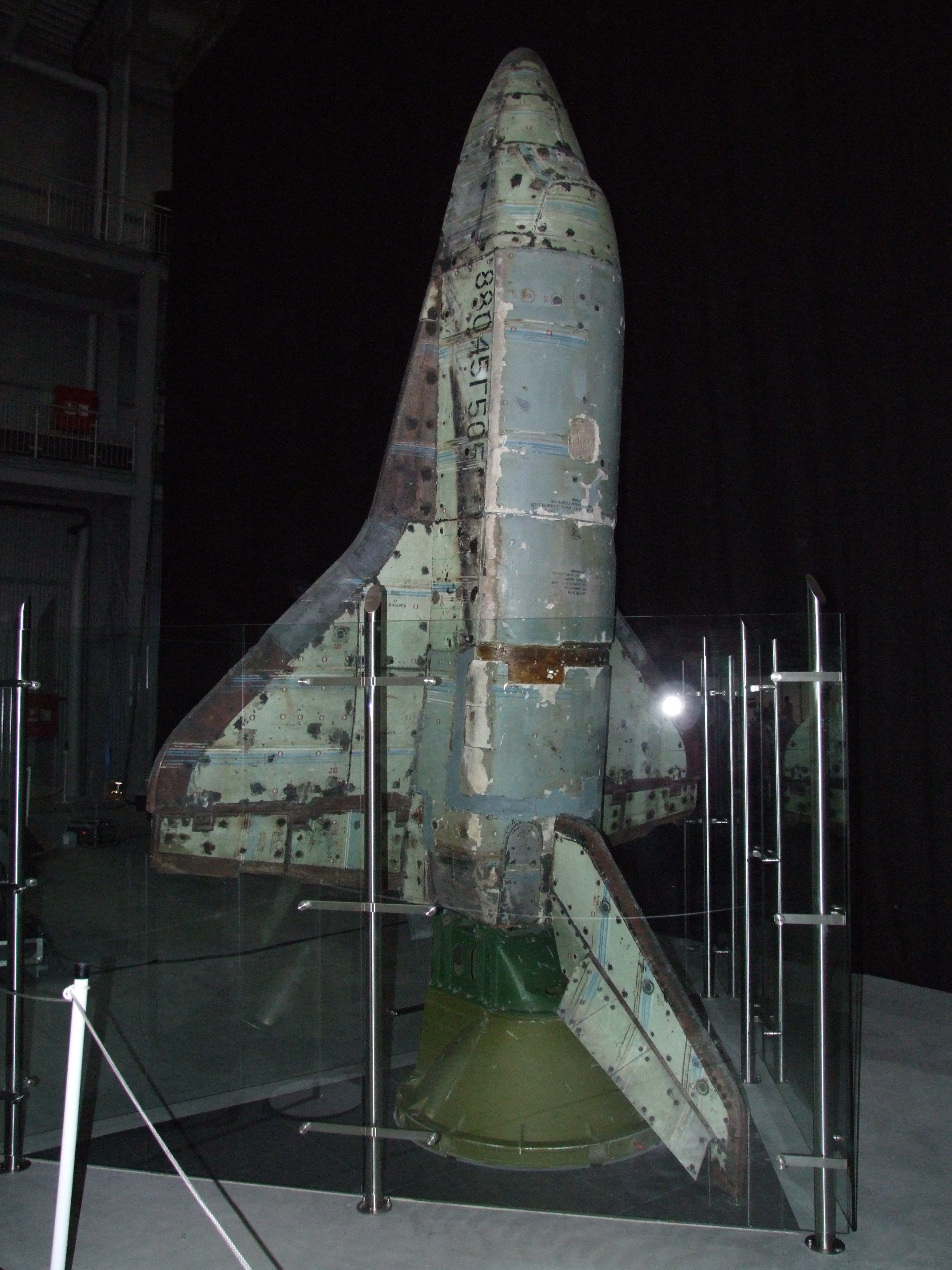
BOR-5.シュパイヤー 技術博物館で撮影

BOR-5は旧ソ連のブラン計画において、空力特性、熱・音波の影響および安定性を試験するために使用された機体。BOR-4とは異なり、BOR-5はブランの8分の1モデルである。
1980年代にカプースチン・ヤールからK65M-RB5ロケットによって5度弾道軌道に打ち上げられた。
近年フロリダでBOR-5の1機が155,000米ドルで売りに出された。
ロシアのモニノ空軍博物館にも一機展示されている。

## フライト記録
- 1984/06/05 - モデル 501
- 1985/04/17 - モデル 502
- 1986/12/27 - モデル 503
- 1984/08/27 - モデル 504
- 1988/06/27 - モデル 505